# Wartislaw (um 1186)
Wartislaw war ein pommerscher Adliger aus der Linie der Ratiboriden, einer Nebenlinie des in Pommern herrschenden Greifenhauses.  
Die einzige Erwähnung Wartislaws stammt aus einer in zwei Ausfertigungen vorliegenden Urkunde aus der Zeit um 1186, mit der der pommersche Herzog Bogislaw I. dem Kloster Kolbatz den Kauf eines Dorfes bestätigte und zugunsten des Klosters den Mühlenbau an zwei Gewässern verbot. Dort ist als zweiter Zeuge in der Zeugenreihe „Wartizlaus Zlaunie“ genannt. Dieser wird herkömmlich als Wartislaw, Herr von Schlawe, verstanden.
Der Historiker Robert Klempin nahm an, dass dieser Wartislaw ein Sohn Herzog Ratibors I. war. Klempin dürfte dabei dem Chronisten Thomas Kantzow aus dem 16. Jahrhundert gefolgt sein, nach dem Herzog Ratibor I. zwei Söhne, nämlich Wartislaw und Swantopolk, hinterlassen habe. Der Historiker Martin Wehrmann nahm an, dass sich „Sicheres über seine Zugehörigkeit zum Herzogshause kaum sagen“ lasse, setzte ihn aber in seiner Stammtafel ebenfalls als Sohn Herzog Ratibors I. ein.
Eine ganz andere Auffassung vertrat der Historiker Adolf Hofmeister: Er nahm an, dass in der Urkunde „Wartizlaus Zlaunie“ irrtümlich für „Wartizlaus Zuantiboriz“ geschrieben sei und damit Wartislaw Swantiboricz († 1196) gemeint sei.